# Shenzhen Airlines
Shenzhen Airlines (chinesisch 深圳航空) ist eine chinesische Fluggesellschaft mit Sitz in Shenzhen und Basis auf dem Flughafen Shenzhen. Sie ist Mitglied der Luftfahrtallianz Star Alliance.

## Geschichte
Shenzhen Airlines wurde im Oktober 1992 gegründet. Mitbegründer der Fluggesellschaft waren neben der Regierung Shenzhens mit Unterstützung durch Air China die Bank of China, die Overseas Chinese City Economic Development Corporation und die Shenzhen South Tongfa Industrial Corporation. Der Flugbetrieb wurde am 13. September 1993 aufgenommen. 
Shenzhen Airlines hält 51 % an der Regionalfluggesellschaft Kunpeng Airlines sowie ebenfalls 51 % der Anteile an Jade Cargo International. Diese internationale Frachtfluggesellschaft wurde 2004 als Joint Venture mit Lufthansa Cargo (25 %) und der DEG (24 %) gegründet. 
Am 10. Juni 2005 übergab Boeing in Seattle die erste 737-900 an Shenzhen Airlines.
Im März 2010 wurde bekanntgegeben, dass Air China durch die Übernahme weiterer Anteile an Shenzhen Airlines zum Mehrheitseigentümer der Gesellschaft wird.
Shenzhen Airlines trat Ende November 2012 der Luftfahrtallianz Star Alliance bei.

## Flugziele
Shenzhen Airlines bedient neben zahlreichen Zielen innerhalb der Volksrepublik China auch einige Ziele im asiatischen Raum. Darüber hinaus bestehen Codeshare-Abkommen mit Asiana Airlines und All Nippon Airways.

## Flotte

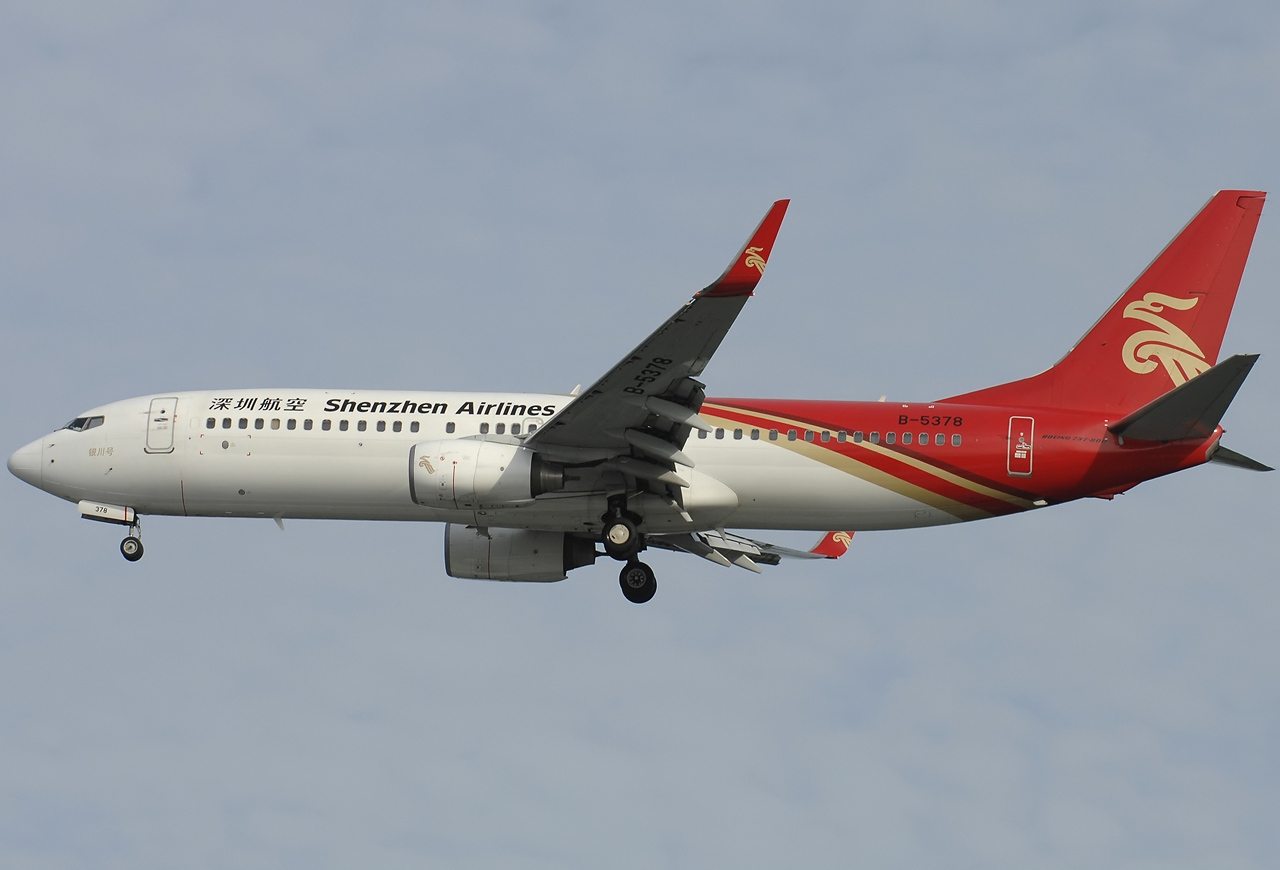
Boeing 737-800 der Shenzhen Airlines

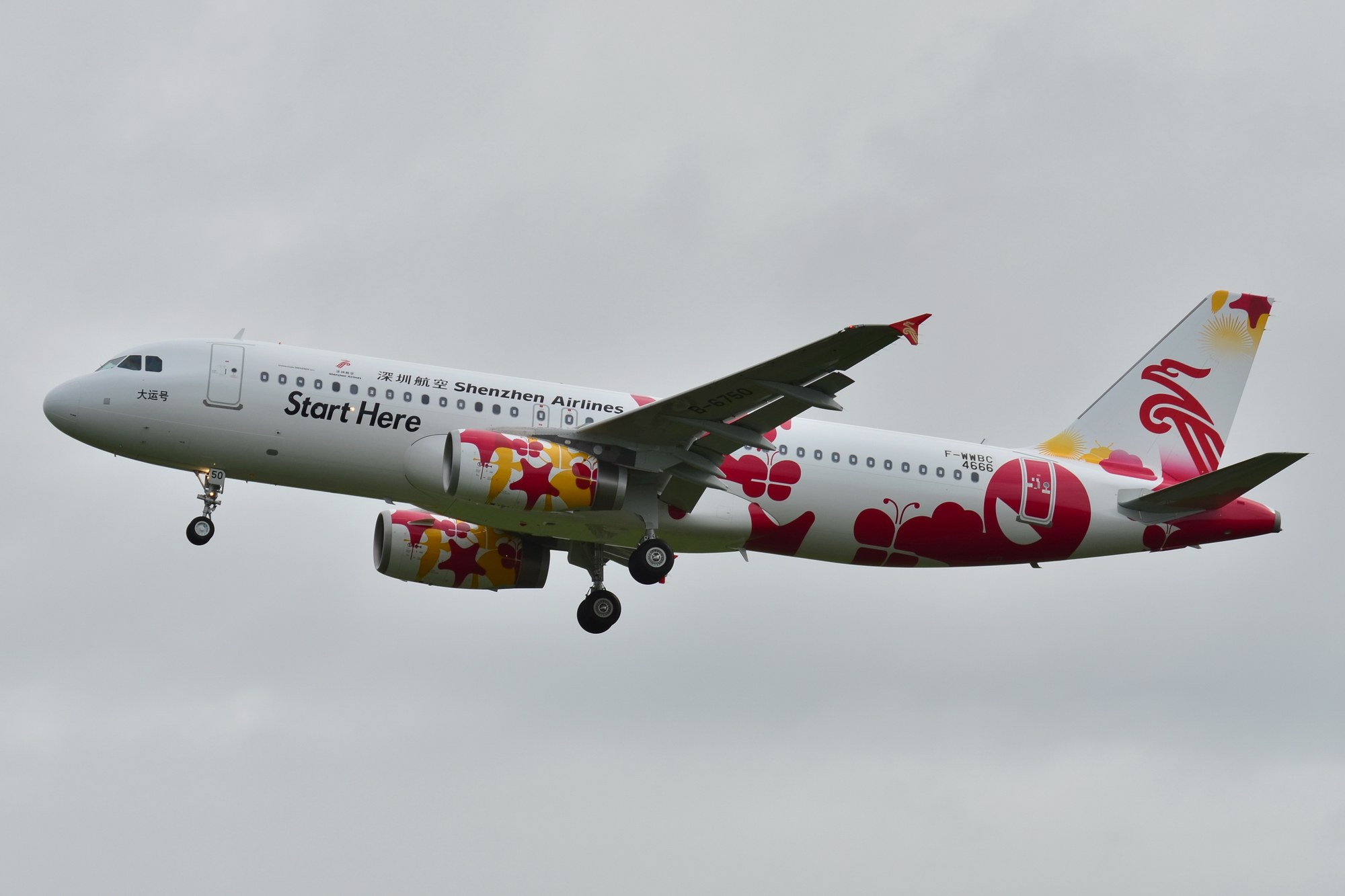
Airbus A320-200 der Shenzhen Airlines in Summer Universiade Shenzhen-Sonderbemalung

### Aktuelle Flotte
Mit Stand Februar 2024 besteht die Flotte der Shenzhen Airlines aus 198 Flugzeugen mit einem Durchschnittsalter von 9,7 Jahren:
| Flugzeugtyp      | aktiv | bestellt | Anmerkungen                                        | Sitzplätze (Business/Economy)                     | Durchschnittsalter (Februar 2024) |
| ---------------- | ----- | -------- | -------------------------------------------------- | ------------------------------------------------- | --------------------------------- |
| Airbus A319-100  | 05    |          | einer inaktiv                                      | 128 (8/120)                                       | 6,4 Jahre                         |
| Airbus A320-200  | 76    |          | zwei inaktiv; zwei in Star Alliance-Sonderbemalung | 158 (8/150)                                       | 12,2 Jahre                        |
| Airbus A320neo   | 27    | 18       | zwei inaktiv                                       | 144                                               | 3,7 Jahre                         |
| Airbus A321neo   | 06    | 14       |                                                    |                                                   | 0,8 Jahre                         |
| Airbus A330-300  | 06    |          |                                                    | 291                                               | 6,0 Jahre                         |
| Boeing 737-800   | 71    |          | eine inaktiv; mit Winglets ausgestattet            | 168 (8/160) 164 (8/156) 156 (12/144) 153 (12/141) | 11,0 Jahre                        |
| Boeing 737 Max 8 | 07    | 16       | inaktiv                                            | 154                                               | 5,3 Jahre                         |
| Gesamt           | 198   | 48       |                                                    |                                                   | 9,7 Jahre                         |

### Ehemalige Flugzeugtypen
In der Vergangenheit setzte Shenzhen Airlines bereits folgende Flugzeugtypen ein:
- Boeing 737-300/-700/-900

### Aktuelle Sonderbemalungen
| Bemalung      | Flugzeugtyp     | Luftfahrzeugkennzeichen | Zeitraum           | Bild |
| ------------- | --------------- | ----------------------- | ------------------ | ---- |
| Star Alliance | Airbus A320-200 | B-6296                  | seit November 2012 |      |
| Star Alliance | Airbus A320-200 | B-6297                  | seit November 2012 |      |